# یواس‌اس اوکلند (سی‌ال-۹۵)
یواس‌اس اوکلند (سی‌ال-۹۵) (به انگلیسی: USS Oakland (CL-95)) یک کشتی بود که طول آن 541 ft 6 in بود. این کشتی در سال ۱۹۴۲ ساخته شد.